# 上今市站

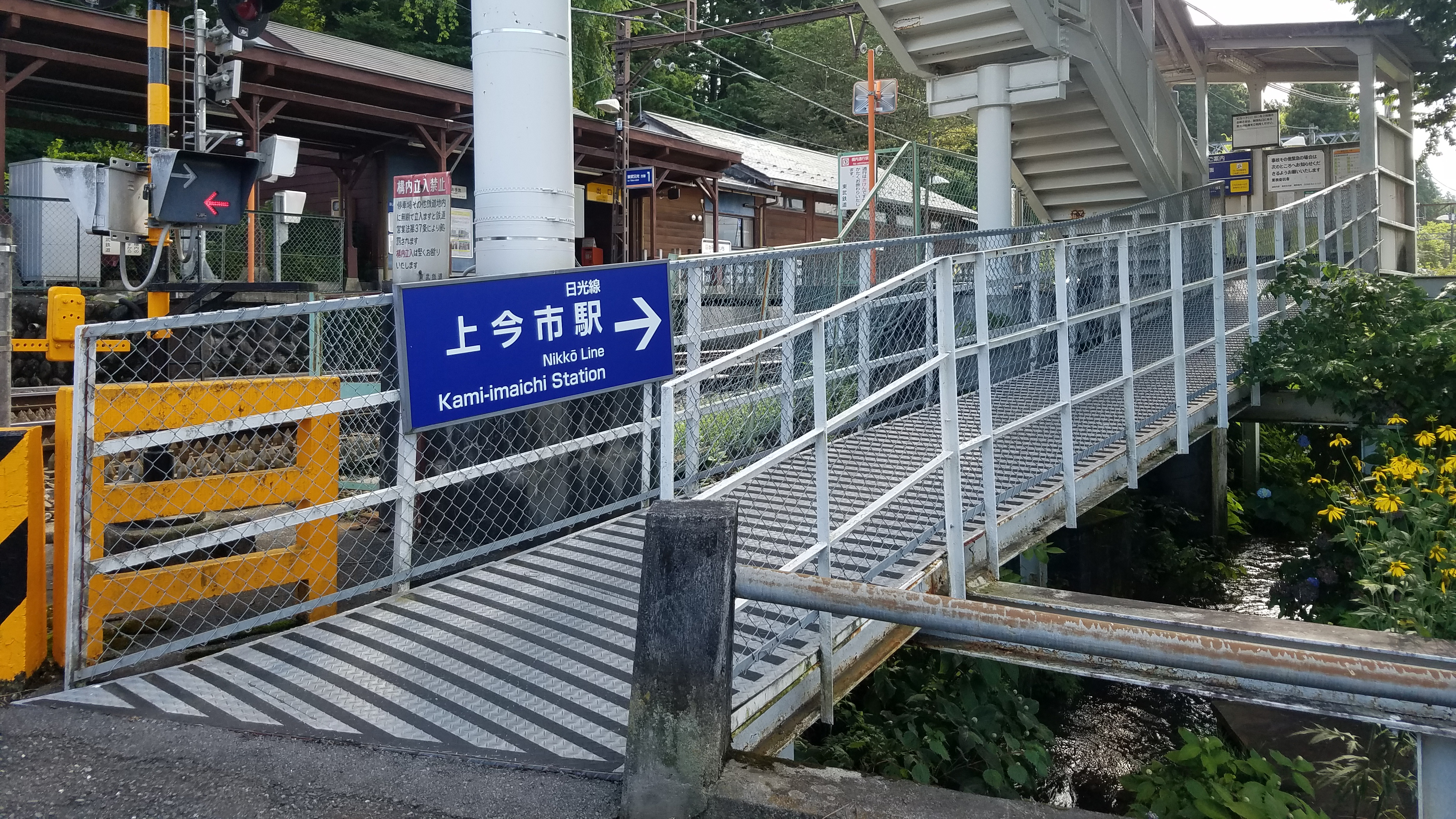
北出入口(2021年8月)

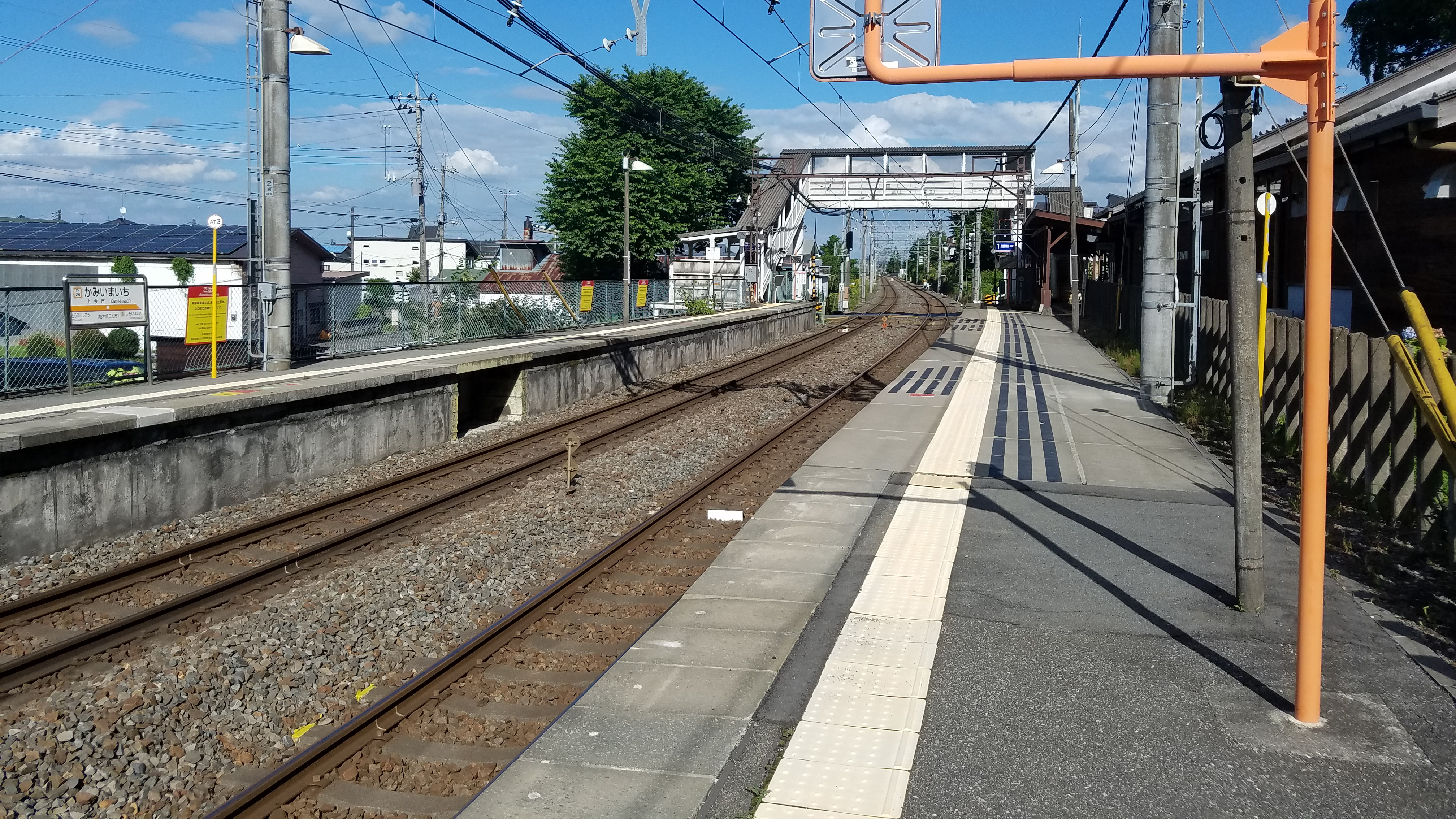
月台(2021年8月)

上今市站（日语：／ Kami-imaichi eki */?）位於日本栃木縣日光市今市，是屬於東武鐵道日光線的鐵路車站。車站編號是TN 24。

## 历史
- 1929年（昭和4年）10月10日 - 開業。
- 1973年（昭和48年）9月1日 - 車站無人化（簡易委託開始）。
- 1995年（平成7年） - 站房改建。
- 2012年（平成24年）3月17日 - 導入車站編號TN 24。

## 車站結構
本站為側式月台2面2線的地上車站。沒有配置站員。付費區內外都有廁所。
附設日光市杉並木公園藝廊的站房在東武日光方向月台側，有天橋通往淺草方向月台。淺草方向月台設有北口。

### 月台配置
| 月台 | 路線   | 方向 | 目的地 |
| ---- | ------ | ---- | --- |
| 1    | 日光線 | 下行 | 東武日光方向 |
| 2    | 日光線 | 上行 | 下今市、新栃木、 鬼怒川線鬼怒川溫泉、■野岩鐵道線 會津高原尾瀨口、 ■會津鐵道線 會津田島方向、 東武晴空塔線 北千住、東京晴空塔、淺草方向 |

- 上述路線名使用旅客資訊上的名稱（「東武晴空塔線」為愛稱）。

## 使用情況
2018年度1日平均上下車人次為118人。在日光線車站中僅多於板荷站。
近年1日平均上下車人次推移如下表｡
| 年度               | 1日平均上下車人次 |
| ------------------ | ----------------- |
| 1998年（平成10年） | 123               |
| 1999年（平成11年） | 121               |
| 2000年（平成12年） | 119               |
| 2001年（平成13年） | 104               |
| 2002年（平成14年） | 105               |
| 2003年（平成15年） | 101               |
| 2004年（平成16年） | 118               |
| 2005年（平成17年） | 120               |
| 2006年（平成18年） | 121               |
| 2007年（平成19年） | 150               |
| 2008年（平成20年） | 164               |
| 2009年（平成21年） | 167               |
| 2010年（平成22年） | 150               |
| 2011年（平成23年） | 139               |
| 2012年（平成24年） | 131               |
| 2013年（平成25年） | 131               |
| 2014年（平成26年） | 133               |
| 2015年（平成27年） | 115               |
| 2016年（平成28年） | 98                |
| 2017年（平成29年） | 101               |
| 2018年（平成30年） | 118               |

## 車站周邊
- 日光市今市文化會館（日语：日光市今市文化会館）
  - 日光市中央公民館
  - 日光市勤勞青少年之家
- 日光市報德今市振興會館
- 日光勞動基準監督署
- 宇都宮地方法務局（日语：東京法務局）日光支局
- 今市郵便局（日语：今市郵便局）
- 杉並木公園
- 關東自動車今市營業所（日语：関東自動車今市営業所）

## 路線巴士
| 乘車處 | 系統       | 主要行經地                                         | 目的地       | 運行業者     | 備註 |
| ------ | ---------- | -------------------------------------------------- | ------------ | ------------ | ---- |
| 上今市 | 下野大澤線 | JR今市站、東武下今市站前、日光市役所前             | JR下野大澤站 | 日光市營巴士 |      |
| 上今市 | 下小林線   | 東武下今市站入口、今市中學校前、大室十字路、鹽野室 | 下小林       | 日光市營巴士 |      |
| 上今市 |            | 今市車庫                                           |              | 日光市營巴士 |      |
|        |            | 大澤、德次郎、縣廳前                               | JR宇都宮站   | 關東自動車   |      |
|        |            | 日光站前（JR、東武）                               | 日光東照宮   | 關東自動車   |      |

## 相鄰車站
東武鐵道
 日光線
■急行
通過
□快速（會津山嶽特快、■區間急行、■普通
下今市（TN 23）－上今市（TN 24）－東武日光（TN 25）

## 外部連結
- 上今市（車站資訊） - 東武鐵道